# Bella Vista (Cabimas)
Bella Vista es uno de los sectores que forman la ciudad de Cabimas en el estado Zulia (Venezuela), pertenece a la parroquia San Benito. No debe confundirse con el sector y la calle del mismo nombre en Maracaibo.

## Ubicación
Se encuentra entre los sectores Los Laureles al norte (carretera H), 1.º de Enero al este (Av 41), Cumerabo al sur (carretera J) y 26 de Julio al oeste (Av 34).

## Zona Residencial
Bella Vista creció detrás de 26 de julio y todavía está poco habitado con muchos terrenos baldíos y terrenos grandes, muchas de sus calles son de tierra y no tiene límite preciso hacia el oeste con 1.º de Enero.

## Transporte
La línea Nueva Rosa de la Nueva Cabimas pasa por la carretera J.